# Козлов, Александр Владимирович
Алекса́ндр Влади́мирович Козло́в (30 ноября 1920, Бекетовка, Старо-Майнский район, Ульяновская область, РСФСР — 18 августа 1989, Йошкар-Ола, Марийская АССР, СССР) — советский административный руководитель, строительный деятель, деятель промышленности. Заместитель председателя Совета Министров Марийской АССР (1968—1981). Заслуженный строитель Марийской АССР (1967). Участник Великой Отечественной войны.

## Биография
Родился 30 ноября 1920 года в дер. Бекетовка Старо-Майнского района Ульяновской области в крестьянской семье. В ноябре 1938 года призван в РККА.
В октябре 1941 года вновь призван на фронт. Участник Великой Отечественной войны: пулемётчик, старшина роты связи 458 отдельного линейного батальона связи 3-й ударной армии в Московском военном округе, дослужился до майора. Неоднократно был ранен. Демобилизовался в 1945 году. Награждён орденом Красной Звезды (1945) и боевыми медалями. В 1985 году ему вручён орден Отечественной войны I степени.
В 1951 году окончил Казанский институт инженеров гражданского строительства. В 1961 году приехал в Йошкар-Олу: начальник Управления строительства и промышленности строительных материалов, в 1963—1968 годах — управляющий Марстройтрестом. В 1968—1981 годах был заместителем председателя Совета Министров Марийской АССР, курировал вопросы развития промышленности, строительной индустрии, транспорта и связи.
В 1967—1982 годах был депутатом Верховного Совета Марийской АССР.
За вклад в социально-экономическое развитие Марийской республики награждён орденом Трудового Красного Знамени (1958, 1966, 1971, 1976), почётными грамотами Президиумов Верховного Совета РСФСР (1970) и Верховного Совета Марийской АССР (1980).
Ушёл из жизни 18 августа 1989 года в г. Йошкар-Оле. 

## Награды и звания
- Заслуженный строитель Марийской АССР (1967)[2]
- Орден Трудового Красного Знамени (1958, 1966, 1971, 1976)[2]
- Орден Отечественной войны I степени (06.04.1985)[5]
- Орден Красной Звезды (21.07.1945)[6]
- Медаль «За взятие Берлина»[3][4]
- Медаль «За победу над Германией в Великой Отечественной войне 1941—1945 гг.»[3][4]
- Медаль «За доблестный труд. В ознаменование 100-летия со дня рождения Владимира Ильича Ленина»
- Почётная грамота Президиума Верховного Совета РСФСР (1970)[2]
- Почётная грамота Президиума Верховного Совета Марийской АССР (1980)[2]